# Deedee Magno Hall
Deedee Lynn Magno Hall (nacida el 2 de abril de 1975) es una actriz estadounidense y cantante del grupo pop The Party. 

## Biografía
Nacida en Portsmouth, Virginia, es hija de inmigranes filipinos: su padre fue marinero en la Armada de los Estados Unidos y su madre trabajaba como enfermera. Pasó su infancia en San Diego y Orlando.
Comenzó su carrera artística como actriz de voz en la serie The Mickey Mouse Club y también interpretó a Jazmín en la banda sonora de Disney's Aladdin: A Musical Spectacular. Fue acreditada como uno de los estudiantes en la película de 1993, Cambio de habito 2. Posteriormente hizo la voz en inglés de Perla en la serie animada de Cartoon Network, Steven Universe desde su episodio piloto en 2013 hasta su finalización en 2019, así como en la película animada para televisión Steven Universe: La Película y su secuela Steven Universe Future.
Después de The Party,  Magno pasó a actuar en el teatro musical, su papel más notorio siendo el de Kim en la producción de Broadway, Miss Saigón; un rol que retomó más tarde en el tour nacional. Posteriormente interpretó al personaje de Nessarose en la primera gira nacional de Wicked, del 12 de diciembre de 2006 hasta el 16 de noviembre de 2008. Recientemente repitió su personaje en San Francisco bajo la producción en el Teatro Orpheum. Los espectáculos comenzaron el 27 de enero de 2009 con una noche de apertura el 6 de febrero de 2009. Ella desempeñó su último papel el 5 de septiembre de 2010, cuando la producción cerró. Se unió al conjunto de If/Then para su gira estadounidense en octubre de 2015.
Magno está casada con Cliffton Hall, quien ha protagonizado junto a ella tanto en las giras nacionales de Miss Saigón como en Wicked, y más recientemente en la producción de San Francisco de Wicked. Su primer hijo se llama Kaeden Ryley Hall, y tuvieron un segundo hijo llamado Brycen en agosto de 2011.